# Sonny Bosz
Sonny Bosz (Toulon, 17 juli 1990) is een in Frankrijk geboren Nederlands voormalig voetballer die doorgaans speelde als middenvelder. Tussen 2009 en 2016 speelde hij voor Go Ahead Eagles, WHC, FC Lienden en AGOVV.

## Biografie
Bosz, zoon van oud-voetballer en voetbaltrainer Peter Bosz, doorliep de jeugdopleiding van AGOVV. Toen de jeugdopleiding van de club in 2005 fuseerde met die van SBV Vitesse, werd hij te licht bevonden en stapte hij over naar Go Ahead Eagles. In de zomer van 2009 werd de middenvelder overgeheveld naar het eerste elftal. Hij speelde slechts een wedstrijd voor de club. Op 2 oktober 2009 mocht hij twintig minuten voor tijd invallen voor Timon van Leeuwen in een wedstrijd tegen FC Den Bosch. Hierna kwam zijn profloopbaan ten einde, waarop hij in 2010 overstapte naar de amateurs van WHC uit Wezep om drie jaar later bij FC Lienden te gaan spelen. Gedurende deze jaren doorliep Bosz het CIOS in Apeldoorn. In 2014 werd hij door Ted van Leeuwen aangesteld in de technische staf van Vitesse, waar zijn vader Peter Bosz als hoofdtrainer fungeerde, als performance analist en scout. Hij verliet hierop FC Lienden, doordat hij vanwege onregelmatige werktijden zijn verplichtingen voor de club niet langer kon nakomen. Hierop ging hij weer spelen bij AGOVV. Twee jaar daarna zette hij een punt achter zijn actieve loopbaan.

## Clubstatistieken
| Seizoen | Club            | Competitie     | Competitie | Competitie | Beker | Beker | Internationaal | Internationaal | Totaal | Totaal |
| Seizoen | Club            | Competitie     | Wed.       | Dlp.       | Wed.  | Dlp.  | Wed.           | Dlp.           | Wed.   | Dlp.   |
| ------- | --------------- | -------------- | ---------- | ---------- | ----- | ----- | -------------- | -------------- | ------ | ------ |
| 2009/10 | Go Ahead Eagles | Eerste divisie | 1          | 0          | 0     | 0     | —              | —              | 1      | 0      |
| Totaal  | Totaal          | Totaal         | 1          | 0          | 0     | 0     | 0              | 0              | 1      | 0      |